# Buzyrys
Buzyrys (stgr. Βούσιρις, łac. Busiris) – w mitach starożytnych Greków syn boga morza Posejdona i egipskiej księżniczki Lysianassy, drugi kolejny władca Egiptu.
Przejął tron po swym teściu Epafosie, który według greckich mitów miał być pierwszym władcą egipskim. Tuż po objęciu przez niego rządów w kraju zapanował nieurodzaj. Ażeby zapobiec klęsce głodu, za radą cypryjskiego wróżbity Trazeusa porywał cudzoziemców i corocznie składał ich Zeusowi w ofierze. Ostatnim był Herakles (sam będący synem Zeusa), który znalazł się tam w poszukiwaniu złotych jabłek z ogrodu Hesperyd. Przyprowadzony przed ołtarz ofiarny, heros zerwał więzy, zabił Buzyrysa i jego syna Amfidanta.
Niektórzy autorzy greccy, m.in. Izokrates, przypisywali temu władcy autorstwo egipskiej konstytucji z jej podziałem społeczeństwa na kasty.
W mitologii starożytnych Egipcjan nieznana jest postać władcy o imieniu Buzyrys, a za drugiego z kolei panującego uznawany jest faraon Aha. Jego imię jest zgrecyzowną pochodną imienia egipskiego bóstwa zaświatów Ozyrysa bądź też nazwy świętego miejsca tego boga – położonego w delcie Nilu miasta Per-Usire. Przekaz o zabijaniu cudzoziemców stanowi przypuszczalnie odbicie tradycyjnego przekonania Greków o ksenofobii panującej w faraońskim Egipcie jako kraju izolowanym i zamkniętym dla obcych.